# Jamie Neumann
Jamie Neumann (* 2. Oktober 1981 in New Orleans) ist eine US-amerikanische Schauspielerin, Tänzerin und Musikerin.

## Leben und Karriere
Neumann wurde in New Orleans geboren und aufgezogen. Sie lernte Tanz an der Giacobbe Dance Academy und mit dem Delta Festival Ballett, an dem ihre Mutter Vorstandsmitglied ist, und Schauspiel an der American Musical and Dramatic Academy und mit dem T. Schreiber Studio in New York City, wo sie in Musikvideos, Kurzfilmen, von denen sie manche auch selbst schrieb, und im New York International Fringe Festival auftrat. Auch war sie Originalmitglied der High & Mighty Brass Band, für die sie tanzt, singt und Schlagzeug spielt. Nachdem sie 2013 als Barkeeperin von einem Bekannten eines HBO-Autoren angesprochen worden war, erhielt sie ihre erste Fernsehrolle in The Deuce, welche von 2017 bis 2019 lief. Weitere Seriennebenrollen folgten 2018 in The Looming Tower, NOS4A2 und Marvel’s Jessica Jones. Mit 21 Bridges war sie 2019 in ihrem ersten Kinofilm zu sehen.

## Filmografie
- 2012: Miss D (Kurzfilm)
- 2014: Sunday Water (Kurzfilm)
- 2016: These Wild Things (Kurzfilm, auch Autorin)
- 2016: Arrow of Light (Kurzfilm)
- 2017: Unexpected Company (Kurzfilm)
- 2017: The Melancholy Man (Kurzfilm)
- 2017: Stranger (Kurzfilm, auch Autorin)
- 2017–2019: The Deuce (Fernsehserie, 16 Episoden)
- 2018: The Looming Tower (Fernsehserie, 7 Episoden)
- 2018: The Sinner (Fernsehserie, 2 Episoden)
- 2018: Tourist (Kurzfilm)
- 2018: Streetfight (Kurzfilm)
- 2019: NOS4A2 (Fernsehserie, 5 Episoden)
- 2019: Marvel’s Jessica Jones (Fernsehserie, 5 Episoden)
- 2019: 21 Bridges (Kinofilm)
- 2020: Lovecraft Country (Fernsehserie, 5 Episoden)
- 2021: Shapeless
- 2021: Down with the King
- 2021–2024: American Rust (Fernsehserie, 4 Episoden)
- 2022: Atlanta (Fernsehserie, Episode 3x01 Three Slaps)
- 2022–2023: 61st Street (Fernsehserie, 4 Episoden)
- 2023: Twisted Metal (Fernsehserie, 3 Episoden)
- 2024: Street Punx